# Campeonato Mundial de Atletismo Júnior de 2012 - Revezamento 4x100 m masculino
A prova dos 4x100 metros masculino do Campeonato Mundial de Atletismo Júnior de 2012 ocorreu entre os dias 13 e 14 de julho em Barcelona, na Espanha. 

## Recordes
Antes desta competição, os recordes mundiais e do campeonato nesta prova eram os seguintes:
|     | Nome                                                       | Nacionalidade  | Tempo | Local    | Data                |
| --- | ---------------------------------------------------------- | -------------- | ----- | -------- | ------------------- |
| WJR | Trell Kimmons Abidemi Omole Ivory Williams LaShawn Merritt | Estados Unidos | 38.66 | Grosseto | 18 de julho de 2004 |
| CR  | Trell Kimmons Abidemi Omole Ivory Williams LaShawn Merritt | Estados Unidos | 38.66 | Grosseto | 18 de julho de 2004 |

## Medalhistas
| Ouro                                                                          | Prata                                                                     | Bronze                                                                      |
| Estados Unidos · Tyreek Hill · Aldrich Bailey · Arthur Delaney · Aaron Ernest | Jamaica · Tykwendo Tracey · Odane Skeen · Jevaughn Minzie · Jazeel Murphy | Japão · Kazuma Oseto · Akiyuki Hashimoto · Aska Cambridge · Kazuki Kanamori |

## Cronograma
Todos os horários são locais (UTC+1).
| Data        | Hora  | Evento        |
| ----------- | ----- | ------------- |
| 13 de julho | 19:05 | Eliminatórias |
| 14 de julho | 21:50 | Final         |

## Resultados

### Eliminatórias
Qualificação: Os 2 primeiros de cada bateria (Q) e os 2 tempos mais rápidos (q). 
| Posição | Bateria | Raia | Nacionalidade     | Atletas                                                                                           | Tempo | Notas                |
| ------- | ------- | ---- | ----------------- | ------------------------------------------------------------------------------------------------- | ----- | -------------------- |
| 1       | 1       | 8    | Japão             | Kazuma Oseto, Akiyuki Hashimoto, Aska Cambridge, Kazuki Kanamori                                  | 39.01 | Q, WJL               |
| 2       | 3       | 4    | Reino Unido       | Emmanuel Stephens, Chijindu Ujah, Thomas Holligan, Adam Gemili                                    | 39.09 | Q,                   |
| 3       | 3       | 5    | Jamaica           | Jevaughn Minzie, Odane Skeen, Senoj-Jay Givans, Jazeel Murphy                                     | 39.19 | Q,                   |
| 4       | 2       | 6    | Estados Unidos    | Cameron Burrell, Aldrich Bailey, Arman Hall, Arthur Delaney                                       | 39.25 | Q,                   |
| 5       | 1       | 4    | Brasil            | Leandro de Araújo, Yuri Monteiro, Renato dos Santos Junior, Rodrigo Rocha                         | 39.29 | Q, AJM               |
| 6       | 1       | 7    | Polónia           | Kamil Bijowski, Przemysław Słowikowski, Karol Zalewski, Adam Jabłoński                            | 39.31 | q, NJR               |
| 7       | 1       | 9    | Austrália         | Ben Jaworski, Hugh Donovan, Nicholas Hough, Matthew Bertacco                                      | 39.34 | q, OJC               |
| 8       | 2       | 7    | Bahamas           | Anthony Farrington, Blake Bartlett, Shane Jones, Stephen Newbold                                  | 39.48 | Q, NJR               |
| 9       | 1       | 6    | Tailândia         | Ruttanapon Sowan, Kritsada Namsuwan, Jaran Sathoengram, Jirapong Meenapra                         | 39.68 | Recorde da temporada |
| 10      | 1       | 5    | Nigéria           | Chukwudike Harry, Okeudo Jonathan Nmaju, Mamus Emuobonuvie, Martins Ogierakhia                    | 39.86 | Recorde da temporada |
| 11      | 1       | 3    | África do Sul     | Angus Julies, Siphelo Ngquboza, Pieter Conradie, Fana Mofokeng                                    | 39.87 | Recorde da temporada |
| 12      | 2       | 9    | Trinidad e Tobago | Jesse Berkley, Jonathan Holder, Ashron Sobers, Jonathan Farinha                                   | 40.01 |                      |
| 13      | 2       | 3    | Alemanha          | Robert Polkowski, Patrick Domogala, Maximilian Ruth, Jonas Lohmann                                | 40.08 | Recorde da temporada |
| 14      | 2       | 8    | Itália            | Alessandro Pino, Eseosa Desalu, Giacomo Tortu, Giovanni Galbieri                                  | 40.41 | Recorde da temporada |
| 15      | 3       | 4    | Canadá            | Devon Rittinger, Drelan Bramwell, Mobolade Ajomale, Calvin Arsenault                              | 40.58 | Recorde da temporada |
| 16      | 2       | 5    | Dinamarca         | Morten Dalgaard Madsen, Andreas Trajkovski, Emil Strom, Frederik Thomsen                          | 40.60 | NJR                  |
| 17      | 3       | 6    | Espanha           | Adrián Pérez, Daniel Mazón, Óscar Husillos, Rodrigo De la Oliva                                   | 41.08 | Recorde da temporada |
| 18      | 3       | 7    | Bahrein           | Husain Mohamed Hasan, Ahmed Mohamed Alshawoosh, Husain Sameer Mubarak, Ali Omar Abdulla Al Doseri | 41.09 |                      |
| 19      | 3       | 8    | França            | Guy-Elphège Anouman, Pierre Chalus, Mickael-Meba Zeze, Ken Romain                                 | DSQ   |                      |
| 20      | 3       | 3    | Suíça             | Brahian Peña, Yanier Bello, Silvan Wicki, Bastien Mouthon                                         | DSQ   |                      |
| 21      | 2       | 4    | Finlândia         | Miika Wynne-Ellis, Markus Koivula, Samuli Lehtinen, Eetu Rantala                                  | DSQ   |                      |
| 22      | 3       | 2    | Chéquia           | Marek Bakalár, Michal Desensky, Jan Jirka, Zdenek Stromšík                                        | DSQ   |                      |

### Final
A prova final foi realizada no dia 14 de julho ás 21:50. 
| Posição           | Raia | Nacionalidade  | Atleta                                                                    | Tempo | Notas |
| ----------------- | ---- | -------------- | ------------------------------------------------------------------------- | ----- | ----- |
| Medalha de ouro   | 6    | Estados Unidos | Tyreek Hill, Aldrich Bailey, Arthur Delaney, Aaron Ernest                 | 38.67 | WJL   |
| Medalha de prata  | 5    | Jamaica        | Tykwendo Tracey, Odane Skeen, Jevaughn Minzie, Jazeel Murphy              | 38.97 | NJR   |
| Medalha de bronze | 4    | Japão          | Kazuma Oseto, Akiyuki Hashimoto, Aska Cambridge, Kazuki Kanamori          | 39.02 |       |
| 4                 | 2    | Polónia        | Kamil Bijowski, Przemysław Słowikowski, Karol Zalewski, Adam Jabłoński    | 39.47 |       |
| 5                 | 3    | Austrália      | Ben Jaworski, Hugh Donovan, Nicholas Hough, Matthew Bertacco              | 39.59 |       |
| 6                 | 8    | Bahamas        | Blake Bartlett, Teray Smith, Shane Jones, Stephen Newbold                 | 39.74 |       |
| 7                 | 9    | Brasil         | Leandro de Araújo, Yuri Monteiro, Renato dos Santos Junior, Rodrigo Rocha | 39.75 |       |
| 99 !              | 7    | Reino Unido    | Emmanuel Stephens, Chijindu Ujah, David Bolarinwa, Adam Gemili            | DNF   |       |

Legenda
| Recorde mundial       | Recorde mundial (World record)               |                       | Recorde africano                      | Recorde africano (African) |                                           | Q | Classificado por posição (Qualified) |
| Recorde do campeonato | Recorde do campeonato (Championship record)  | Recorde da América    | Recorde da América (Americas)         | q                          | Classificado por melhor tempo (Qualified) |   |                                      |
| Melhor marca do ano   | Melhor marca do ano (World leading)          | Recorde asiático      | Recorde asiático (Asian)              | DNS                        | Não largou (Did not start)                |   |                                      |
| Recorde nacional      | Recorde nacional (National record)           | Recorde europeu       | Recorde europeu (European)            | DNF                        | Não terminou (Did not finish)             |   |                                      |
| Recorde pessoal       | Recorde pessoal do atleta (Personal best)    | Recorde da Oceania    | Recorde da Oceania (Oceania)          | DSQ / DQ                   | Desclassificado (Disqualified)            |   |                                      |
| Recorde da temporada  | Recorde da temporada do atleta (Season best) | Recorde sul-americano | Recorde sul-americano (South America) | NM                         | Sem marca (No mark)                       |   |                                      |